# 蔡沉

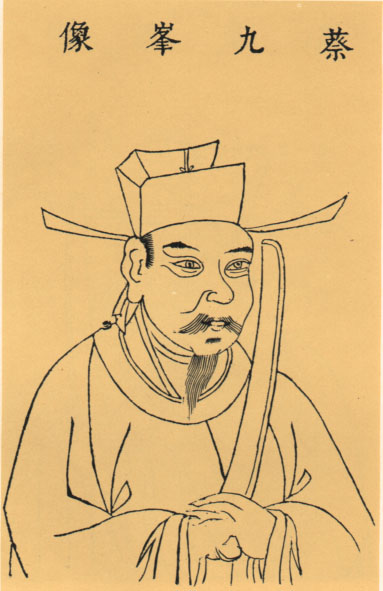
蔡沉

蔡沈（1167年—1230年），一名蔡沉，字仲默，號九峰，福建建寧建陽人，南宋政治人物。

## 生平
蔡元定第三子，不求仕進，師事朱熹於白鹿洞書院。慶元二年（1196年）爆發慶元黨禁，隨父謫官道州（今湖南永州道縣），父子穿草鞋步行三千里，閉戶讀書，授徒講學。父歿，護柩以還，後隠居九峰山，專習《尚書》，歷數十年，“阐发幽微，不愧父师之说”，“往往发明先儒之所未及”。學者稱九峰先生。朱熹晚年命蔡沈撰《書集傳》。他用邵雍《皇极经世》所谓“先天数学”讲《尚書·洪范》，认为天地、人物皆由数所派生，“天地之所以肇者数也，人物之所以生者数也，万事之所以失得者数也。”绍定三年（1230年）去世。

## 作品
有《蔡九峰集》。

## 家庭
有子蔡模、蔡杭、蔡權。

## 追赠
寶祐三年（1255年）八月二日，赠太子少师，正室翁氏赠宜春郡夫人，繼室刘氏赠齐安郡夫人。宝祐四年（1256年）四月二十二日，晉赠太子太师，正室翁氏赠安国夫人，繼室刘氏赠成国夫人。宝祐五年（1257年），赠太师、追封永国公，正室翁氏赠卫国夫人，繼室刘氏赠福国夫人。
元朝至正二十二年（1362年），追諡文正。明朝成化三年（1467年）追封崇安伯。